# 斯特凡·卡爾森
斯特凡·卡爾森（瑞典語：Stefan Karlsson，1955年11月5日—），瑞典前男子羽球運動員。後來他改名為斯特凡·梅爾哥德（Stefan Mellgård）。
儘管他曾代表瑞典隊參加過湯姆斯盃的單打比賽，並且兩次獲得瑞典全國單打冠軍，但他最大的成就來自於雙打。他曾兩次在兩年一度的歐洲羽球錦標賽中獲得男子雙打冠軍，1980年搭檔克拉斯·諾丁，1982年搭檔托马斯·希尔斯特伦。1983年，他與托马斯·希尔斯特伦分享了全英羽球公開錦標賽男子雙打冠軍。他在1985年IBF世界錦標賽中與瑪麗亞·本特松一起獲得了混合雙打銀牌。